# ロックユークイーン
ロックユークイーン（ROCK YOU QUEEN）は、2006年4月にアルゼから発売されたイギリスの伝説的ロックバンド・クイーン（Queen）をテーマにしたパチスロ機である。

## 概要
イギリスのロックバンドクイーンとのタイアップ機。
「新型ライブスロット」というテーマで制作され、日本でもテレビ番組やCMで使用されることの多いウィ・ウィル・ロック・ユーや、伝説のチャンピオンなどクイーンの名曲14曲を収録している。
また、ライブ映像やPV23種類も収録しているほか、CGによって再現されたメンバーの映像も楽しめる。
5号機として導入されたものの、BIGボーナス時の合成確率1/213（設定1)、1/184（設定6）となっており、当たる確率が高い。
また、「ニューヨークステージ」「ロンドンステージ」「トウキョウステージ」「スペシャルステージ」の4つで構成されており、ステージごとに流れるクイーンの楽曲は違うことになっている。
さらに継続演出時はクイーンの楽曲3曲がBGMとして使用され、その楽曲にちなんだ演出がなされる。
ボーナス時は「ミュージックゲーム」と「QUEENヒストリー」で遊ぶことができる。
「ミュージックゲーム」は、クイーンの楽曲が流れる中、落ちてくる球に合わせ、タイミングよくストップボタンを押すゲームとなっている。
「QUEENヒストリー」はメンバーの詳細やクイーンの歴史を知れるモードである。

## 収録曲
- ウィ・ウィル・ロック・ユー
- 伝説のチャンピオン
- ボーン・トゥ・ラヴ・ユー
- ドント・ストップ・ミー・ナウ
- RADIO GA GA
- 地獄へ道連れ
- キラー・クイーン
- 愛という名の欲望
- フラッシュのテーマ
- バイシクル・レース
- ブレイク・フリー (自由への旅立ち)
- カインド・オブ・マジック
- 手をとりあって
- ブレイクスルー